# Himantura jenkinsii

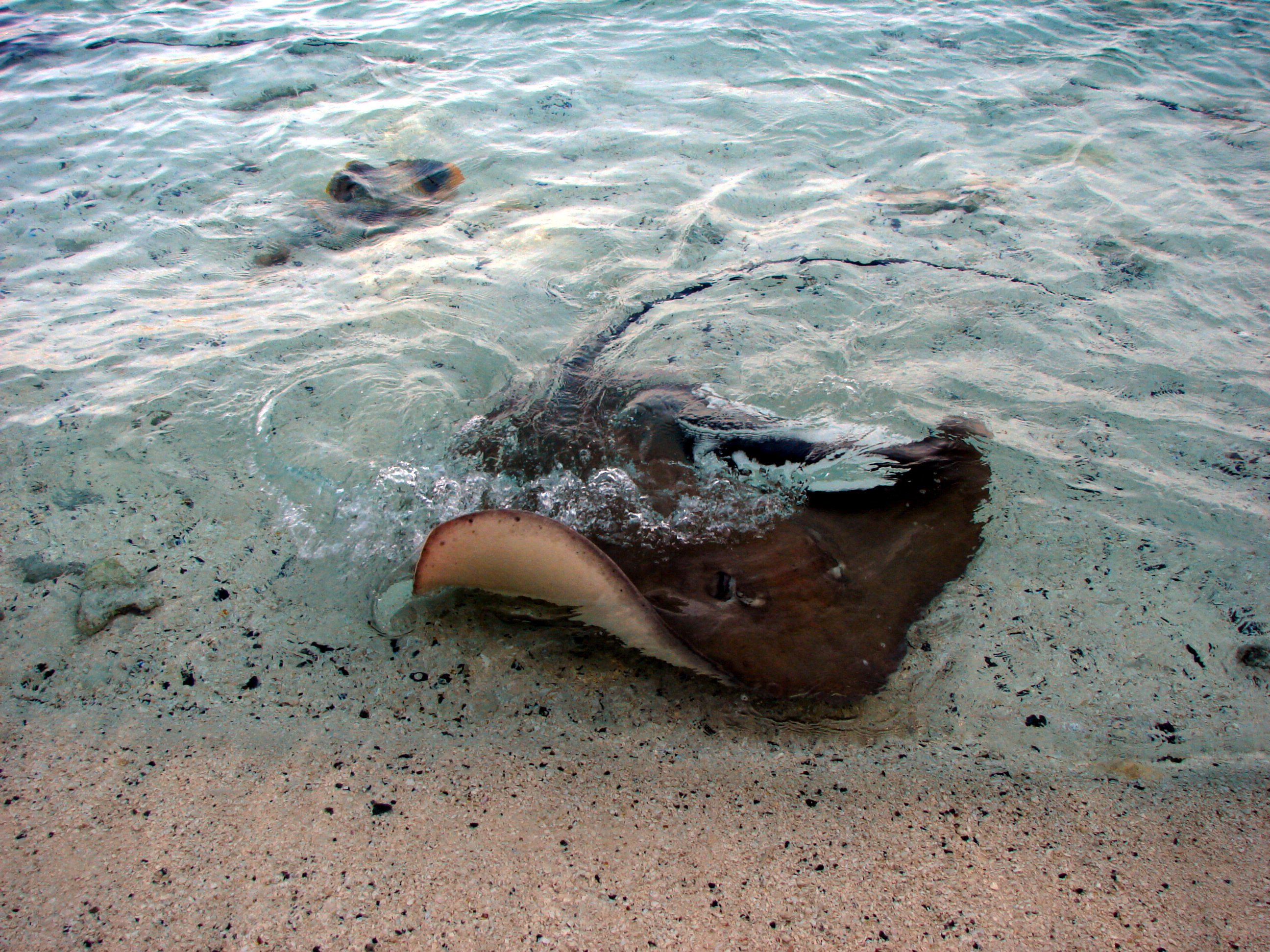
Exemplar de les Maldives

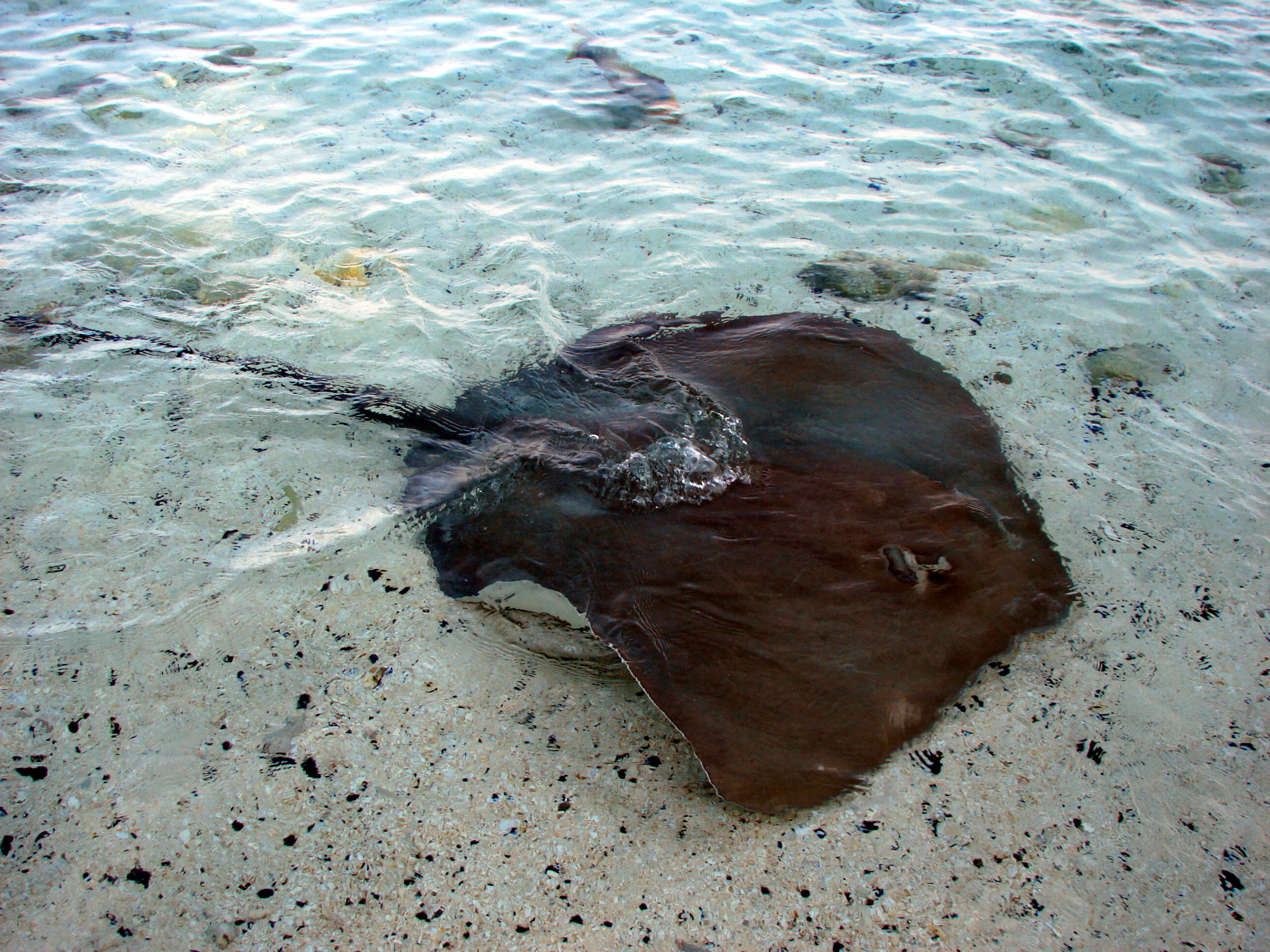
Una altra foto del mateix exemplar

Himantura jenkinsii és una espècie de peix pertanyent a la família dels dasiàtids.

## Descripció
- El mascle pot arribar a fer 104 cm de llargària màxima i la femella 110,8.[3][4]

## Reproducció
És ovovivípar.

## Hàbitat
És un peix d'aigua marina i salabrosa, demersal i de clima tropical (26°N-32°S) que viu entre 42 i 50 m de fondària, el qual viu sobre els fons sorrencs d'aigües costaneres.

## Distribució geogràfica
Es troba des de l'Àfrica austral i l'Índia fins a Austràlia i Papua Nova Guinea.

## Observacions
És inofensiu per als humans i consumit per la seua carn, la pell (de molt alt valor) i el cartílag.